# سليم صفير
سليم صفير رئيس مجلس الإدارة والمدير التنفيذي العام لبنك بيروت ش.م.ل منذ 1993. انتُخب رئيسا لجمعية المصارف اللبنانية بالتزكية في 29 حزيران 2019

## دراسته
ولد صفير وترعرع في بيروت لبنان. تلقى دروسه الابتدائية والثانوية في مدرسة الفرير بين عامي 1950 و 1964 ثم انتقل إلى كندا ليتابع دراسته الجامعية، فالتحق بجامعة مونتريال وتخرج منها في العام 1969 حائزاً على درجة BSS في الاقتصاد لينتقل بعد ذلك إلى الولايات المتحدة الأميركية ويلتحق بجامعة ديترويت ويحوز في العام 1971 على شهادة MBA في إدارة الأعمال.

### مسيرته الأكاديمية
عمل ابتداءً من العام 1972 في حقل التعليم كأستاذ محاضر في الاقتصاد والتمويل والتسويق طيلة عشر سنوات في عدد من الجامعات اللبنانية البارزة منها: الجامعة اللبنانية، وكلية بيروت الجامعية (الجامعة اللبنانية الأميركية حالياً)، وجامعـة هايكازيان، والجامعة اليسوعية، ومركز العلوم المصرفية. وكان له في تلك الفترة عدد من المنشورات: التطوير الاقتصادي للبنان (1968)، لبنان: مفترق طرق الشرق الأوسط (1975)، مراجعة اقتصادية للعالم العربي (1976) وتمويل رأس المال العامل (1978).

### مسيرته المصرفية
انطلق سليم صفير في مسيرته المهنية وشق طريقه متسلحاً بأربعة عقود من العمل المصرفي إذ التحق بمصرف "نوفا سكوتيا" الكندي في العام 1971 في بيروت. وفي العام 1980 انتقل إلى "بنك البحر المتوسط"، حيث تم تعيينه مديراً عاماً مساعداً حتى العام 1983. في العام 1983 أنشأ "ويدج بنك"، فعُيّن سليم صفير مديراً عاماً وعضواً في مجلس إدارة المصرف. ثم انتقل صفير إلى سويسرا حيث تنقل بين عامي 1985 و 1991 في مناصب عدة في ويدج بنك" جنيف فتولى رئاسة مجلس إدارة المصرف ليعود في العام 1992 إلى لبنان نائباً لرئيس مجلس الإدارة في المصرف ذاته.
في العام 1993، نفذ سليم صفير عملية شراء بنك بيروت وقاد المصرف ليصبح اليوم أحد المصارف الخمسة الأولى في لبنان، وذلك من خلال عدد من التحالفات الإستراتيجية وعمليات الاستحواذ على عدد من المصارف والتوسع في أربع قارات العالم. شغل صفير عضوية جمعية المصارف اللبنانية منذ العام 2006. وبين عامي 2009 و 2015 شغل منصب نائب رئيس مجلس الأمناء في الجامعة اللبنانية الأميركية وبين عامي 2010 و 2014 تولى نيابة رئاسة AMIDEAST.
في العام 2014 تم تعيينه نائب رئيس المؤسسة البطريركية المارونية العالمية التي أسسها غبطة البطريرك الماروني مار بشارة بطرس الراعي. وفي العام 2015 تم انتخابه عضواً في مجلس أمناء جامعة الروح القدس الكسليك.

### تكريم وجوائز
- 2017تدشين مكتبة المعهد الحبري الماروني في روما ورفع لوحة تحمل اسم د. سليم صفير على مدخلها، تقديراً لجهوده في المحافظة على إرث الكنيسة المارونية.
- 2017 دكتوراه فخرية في الآداب والإنسانيات من الجامعة اللبنانيّة الأميركيّة
- 2017تعيين د. صفير رئيساً فخرياً لغرفة التجارة الأسترالية اللبنانية في ملبورن من قبل السيد فادي زوقي رئيس غرفة التجارة الأسترالية اللبنانية في ملبورن
- 2017	جائزة Lifetime Achievement Award من قبل وزير الخارجية اللبنانية الأستاذ جبران باسيل خلال مؤتمر الطاقة الاغترابية في 5 أيار في بيروت – لبنان
- 2017 شهادة تقدير من السيد جون عجاقة رئيس مجلس شيوخ ولاية نيو ساوث ويلز في أستراليا
- 2017 ميدالية مار مارون من قبل الكاردينال مار بشارة بطرس الراعي، بطريرك أنطاكية وسائر المشرق بمناسبة عيد مار مارون – روما
- 2017 	 جائزة Lifetime Achievement Award من قبل وزير الخارجية اللبنانية الأستاذ جبران باسيل لدعمه مؤتمر الطاقة الاغترابية في جنوب أفريقيا
- 2017	جائزة Lifetime Achievement Award من قبل السيد ميشال الدويهي، رئيس الجامعة اللبنانية الثقافية في العالم – أستراليا
- 2016	وسام البابا القديس Sylvestre برتبة كومندور من الحبر الأعظم من خلال الكاردينال ليوناردو ساندري رئيس مجمع الكنائس الشرقية والرئيس الاعلى للمعهد الحبري الشرقي
- 2016	دكتوراه فخرية في الآداب والإنسانيات من الجامعة الأميركية للعلوم والتكنولوجيا
- 2016	شهادة استحقاق من مجلس الشيوخ الأميركي تقديراً لقيادته ودعمه لمؤتمر الطاقة الاغترابية اللبنانية الأول في أميركا الشمالية – نيويورك
- 2016	شهادة تقدير من الكونغرس الأميركي تقديراً لقيادته ودعمه لمؤتمر الطاقة الاغترابية اللبنانية الأول في أميركا الشمالية – نيويورك
- 2016	درع وزير الخارجية اللبنانية الأستاذ جبران باسيل خلال مؤتمر الطاقة الاغترابية في أميركا الشمالية في نيويورك
- 2015	ميدالية الصداقة الروسية الرفيع المستوى من وزارة الخارجية الروسية
- 2015	جائزة أفضل رجل أعمال مصرفي في منطقة الشرق الأوسط وشمال أفريقيا لعامي 2015 - 2016من مجلة بانكر ميدل ايست
- 2014	جائزة المجلس اللبناني – الإلماني للأعمال
- 2014	جائزة غرفة التجارة الأسترالية – اللبنانية لافتتاحه بنك أوف سيدني ولمساهمته في تنمية العلاقات الاقتصادية بين لبنان والقارة الأسترالية.
- 2014	دكتوراه فخرية في إدارة الأعمال والعلوم التجارية من جامعة الروح القدس الكسليك
- 2014	وسام الأرز الوطني من الرئيس ميشال سليمان
- 2011 ميدالية البطريركية المارونية من قبل الكاردينال مار بشارة بطرس الراعي، بطريرك أنطاكية وسائر المشرق

## وصلات خارجية
- USEK Board of Trustees - Dr. Salim Sfeir
- Bloomberg - Dr. Salim Sfeir
- The Business Year - Interview with Dr. Salim Sfeir
- Le Commerce du Levant - Interview with Dr. Salim Sfeir
- Association des Banques au Liban - Dr. Salim Sfeir
- Lebanese American University - Honorary Doctorates - Dr. Salim Sfeir
- Reuters - Dr. Salim Sfeir